# Experimentální fyzika

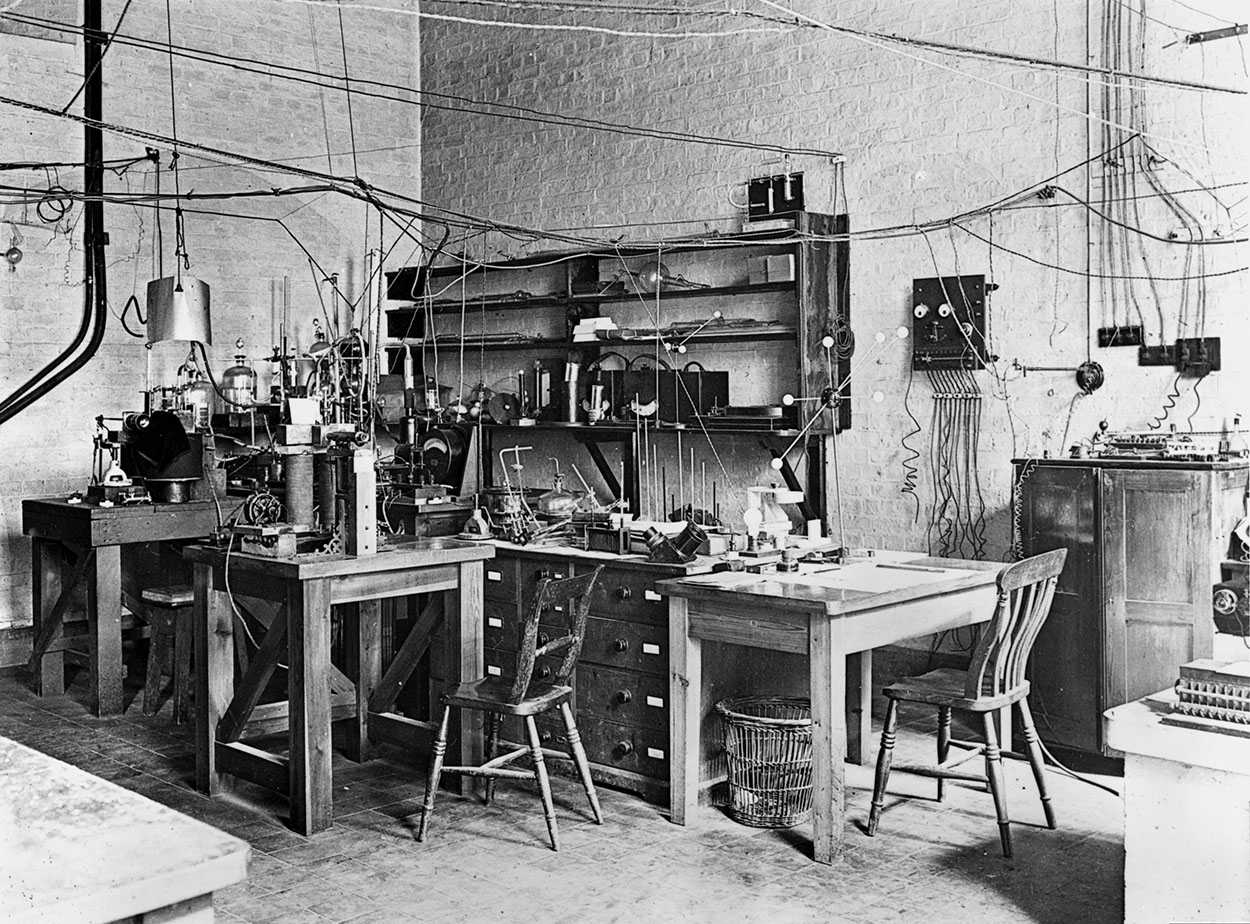
Laboratoř Ernesta Rutherforda.

Experimentální fyzika je spolu s teoretickou fyzikou jednou ze dvou hlavních metod zkoumání fyziky. Induktivní cestou vyvozuje nové empirické poznatky na základě pozorování a experimentu. Zabývá se i jevy a procesy, které probíhají v přírodě samovolně (např. pohyby planet, radioaktivita) a nejsou tedy vyvolány při plánovaném pokusu. K měření slouží různé stroje a zařízení. Řadí se k ní i numerická simulace, někdy považovaná za nezávislou metodu zkoumání.
Experimentální fyziku nelze oddělit od teoretické fyziky, neboť úplné porozumění přírody je možné pouze z jejich vzájemného souladu. Pečlivě připravené experimenty slouží k potvrzení nebo vyvrácení teorií. Jak se teoretická a experimentální fyzika navzájem ovlivňují a doplňují, dokládá např. historie vzniku dvou moderních fyzikálních teorií na začátku 20. století. Zrod kvantové mechaniky byl zcela jistě podnícen novými objevy v atomové fyzice a optice, které klasická fyzika nebyla schopna vysvětlit. Oproti tomu teorie relativity byla především výsledkem Einsteinových teoretických úvah a jeho myšlenkových experimentů a teprve později byly mnohé překvapivé předpovědi této teorie experimentálně potvrzeny.